# Seznam hor a kopců v Ekvádoru
Toto je seznam hor a kopců v Ekvádoru. 
| Chimborazo          | 6310 | Cordillera Occidental | Nejvyšší vrchol Ekvádoru |
| Cotopaxi            | 5897 | Cordillera Oriental   | Činná sopka              |
| Cayambe             | 5790 | Cordillera Oriental   |                          |
| Antisana            | 5758 | Cordillera Oriental   | Činná sopka              |
| El Altar/Capac-Urcu | 5319 | Cordillera Oriental   |                          |
| Iliniza Sur         | 5263 | Cordillera Occidental |                          |
| Sangay              | 5230 | Cordillera Oriental   | Činná sopka              |
| Iliniza Norte       | 5116 | Cordillera Occidental |                          |
| Tungurahua          | 5023 | Cordillera Oriental   | Činná sopka              |
| Carihuairazo        | 5018 | Cordillera Occidental |                          |
| Cotacachi           | 4944 | Cordillera Occidental |                          |
| Sincholagua         | 4873 | Cordillera Central    |                          |
| Corazón             | 4782 | Cordillera Occidental |                          |
| Pichincha           | 4776 | Cordillera Occidental | Činná sopka              |
| Chiles              | 4723 | Cordillera Occidental |                          |
| Rumiñahui           | 4722 | Interandino           |                          |
| Imbabura            | 4621 | Interandino           |                          |
| Cerro Hermoso       | 4571 | Cordillera Oriental   |                          |
| Atacazo             | 4455 | Cordillera Occidental |                          |
| Pasochoa            | 4199 | Interandino           |                          |
| Sumaco              | 3780 | Amazonía              |                          |
| Reventador          | 3562 | Amazonía              | Činná sopka              |